# Heteropogon rubigipennis
Heteropogon rubigipennis är en tvåvingeart som först beskrevs av Macquart 1849.  Heteropogon rubigipennis ingår i släktet Heteropogon och familjen rovflugor. Inga underarter finns listade i Catalogue of Life.